# Brodów (Ukraina)
Brodów (ukr. Бродів) – wieś na Ukrainie, w obwodzie rówieńskim, w rejonie rówieńskim. 
Do 2020 roku w rejonie ostrogskim.
W 2001 liczyła 396 mieszkańców, spośród których 394 posługiwało się językiem ukraińskim, a 2 rosyjskim.
Historia wsi sięga średniowiecza, około 1400 została nabyta przez Teodora ks. Ostrogskiego, od XVII wieku część Ordynacji Ostrogskiej. Tak jak cały obecny obwód rówieński, wieś znajdowała się w granicach II RP, wchodząc w skład województwa wołyńskiego, powiat zdołbunowski, gmina Chorów.